# 广元千佛崖摩崖造像
32°28′17″N 105°50′38″E / 32.47139°N 105.84389°E
广元千佛崖摩崖造像位于中国四川省广元市城北，1961年3月4日列為第一批全國重點文物保護單位。
千佛崖造像开凿于北魏晚期，隋、唐、宋、元、明均有凿建，以唐代居多，清代后未再开凿新的造像。造像沿嘉陵江东岸分布，南北长388.8米。原有造像一万七千余尊，1936年修建川陕公路时毁去大半，现存龛窟848个，造像七千余尊。主要龛窟有大佛洞、三圣堂、藏佛洞、莲花洞、千佛窟等。
1956年8月16日公佈為四川省第一批歷史及革命文物保護單位。1980年7月7日重新公佈為四川省第一批文物保護單位。